# 미국 우주사령부
미국 우주사령부(美國宇宙司令部, United States Space Command)는 콜로라도주 페터슨 공군기지에 본부를 둔 미국 국방부의 우주전 통합전투사령부이다.

### 첫번째 설립

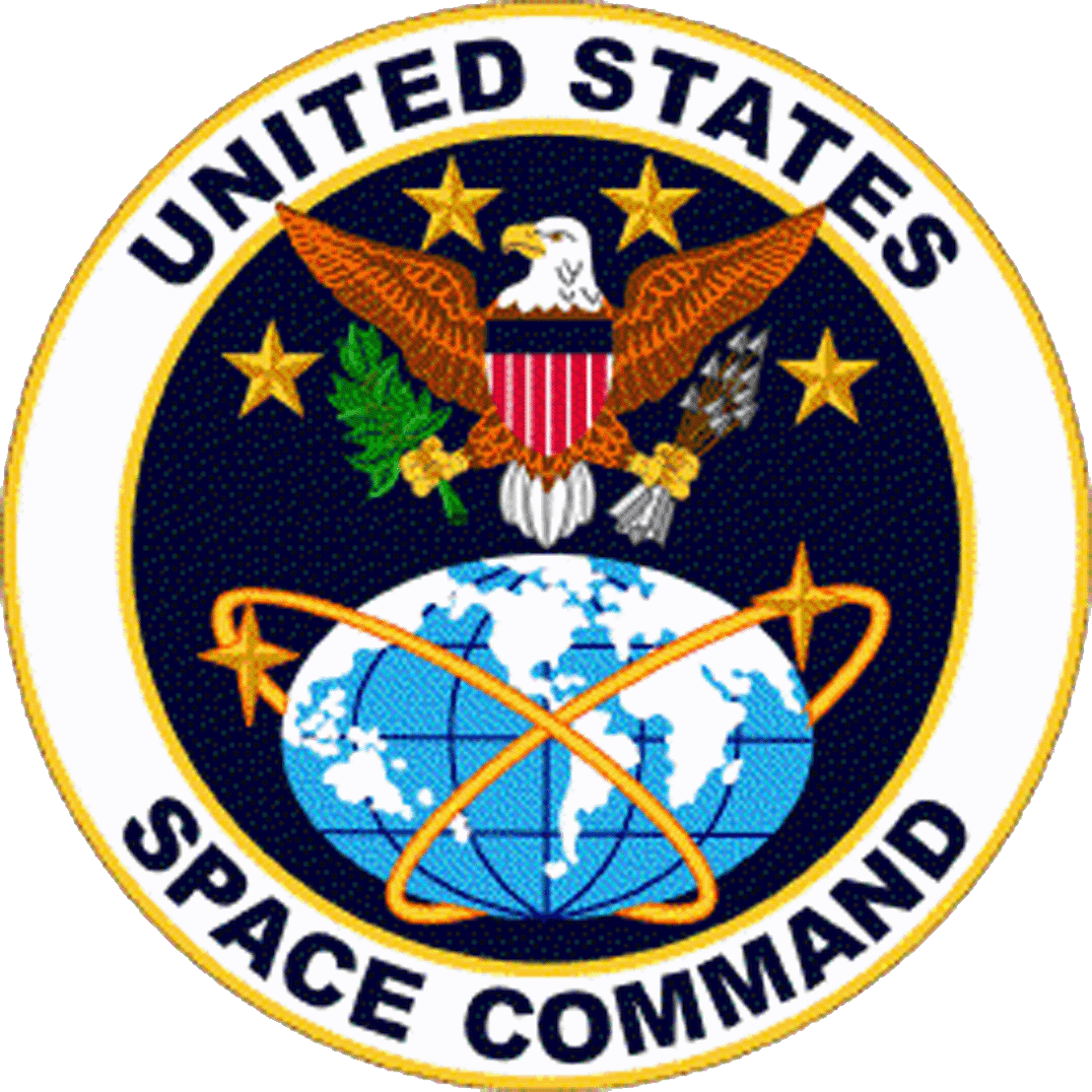
두번째 문장

## 역사

### 두번째 설립
재설립될 우주사령부 사령관으로 미국 공군의 장군인 존 W. 레이몬드 대장이 지명되었다.
2019년 8월 29일, 우주사령부는 백악관 장미정원에서 미국의 대통령 도널드 트럼프가 주관하는 설립기념식을 가졌다.
2019년 8월 30일, 예정대로 존 W. 레이몬드 대장이 사령관으로 취임한 우주사령부는 재설립되었고, 우주사령부를 조직화하여 이 통합전투사령부를 합동적으로 지원할 두 개 예하 사령부인 밴더버그 공군기지의 연합전력우주구성사령부(CFSCC)와  JTF 우주방위(JTF-SD)를 설립하였다. 존 W. 레이몬드 대장은 스테판 화이팅 소장과 토머스 L. 제임스 준장을 각각 연합전력우주구성사령부, 사령관과 우주방위 합동 태스크 포스, 사령관에 임명하였다.
2019년 9월 9일, 우주사령부의 설립을 인정받았다.

## 편성
2차 설립
- 연합전력우주구성사령부(CFSCC) - 밴더버그 공군기지
- JTF 우주방위(JTF-SD)

1차 설립
- 육군우주사령부 (ARSPACE})
- 해군우주사령부
- 공군우주사령부
- JTF-컴퓨터네트워크작전 (JTF-CNO)
- 합동정보작전전쟁관 (JIOC)

## 역대 사령관
| # | 사진 | 군별   | 성명                                          | 취임일          | 이임일          | 비고 |
| - | ---- | ------ | --------------------------------------------- | --------------- | --------------- | --- |
| 1 |      | 공군   | 대장 Robert T. Herres 로버트 T. 헤레스        | 1985년 9월 23일 | 1987년          | 1대 합동참모차장 (1987–1990)                                                                                             |
| 2 |      | 공군   | 대장 John L. Piotrowski 존 L. 피오트로스키    | 1987년          | 1990년          | 22대 공군참모차장 (1985–1987)                                                                                            |
| 3 |      | 공군   | 대장 Donald J. Kutyna 도널드 J. 쿠타이나      | 1990년          | 1992년          | 로저스 위원회 회원 (1986–1988)                                                                                           |
| 4 |      | 공군   | 대장 Chuck Horner 척 호너                     | 1992년 6월      | 1994년 9월      | 미국 공군 중부사령부 사령관(1987–1992) 걸프 전쟁의 사막 방패 작전, 사막 폭풍 작전에서 미국과 연합국의 항공작전을 주도함. |
| 5 |      | 공군   | 대장 Joseph W. Ashy 조지프 W. 애쉬            | 1994년 9월      | 1996년 8월      | |
| 6 |      | 공군   | 대장 Howell M. Estes III 하웰 M. 에스테스 3세 | 1996년 8월      | 1998년 8월 14일 | |
| 7 |      | 공군   | 대장 Richard B. Myers 리처드 B. 마이어        | 1998년 8월 14일 | 2000년 2월 22일 | 5대 합동참모차장 (2000–2001) 15대 합동참모총장 (2001–2005)                                                               |
| 8 |      | 공군   | 대장 Ralph Eberhart 랄프 에버하트             | 2000년 2월 22일 | 2002년 10월 1일 | 27대 공군참모차장 (1997–1999) 미국 북부사령부, 초대 사령관 (2002–2004)                                                   |
| 9 |      | 우주군 | 대장 John W. Raymond 존 W. 레이몬드           | 2019년 8월 29일 | 임기중          | 1대 우주군참모총장 (2019–현재)                                                                                           |

## 참고
1. ↑  “United States Space Command commander nominated” (영어). Air Force Space Command Public Affairs. 2019년 3월 28일. 2020년 11월 26일에 원본 문서에서 보존된 문서. 2019년 11월 15일에 확인함.
2. ↑  “NEW COMBATANT COMMANDER BEGINS ORGANIZING SPACE” (영어). U.S. Space Command Public Affairs. 2019년 8월 30일. 2020년 11월 26일에 원본 문서에서 보존된 문서. 2019년 11월 15일에 확인함.
3. ↑  Maj. Cody Chiles (2019년 8월 30일). “Combined Force Space Component Command Established at Vandenberg AFB” (영어). Combined Force Space Component Command Public Affairs. 2019년 11월 15일에 확인함.[깨진 링크(과거 내용 찾기)]
4. ↑  “US Space Command Recognizes Establishment” (영어). Peterson Air Force Base, Colorado: U.S. Space Command Public Affairs. 2019년 9월 9일. 2020년 11월 26일에 원본 문서에서 보존된 문서. 2019년 11월 15일에 확인함.

- “United States Space Command Fact Sheet”. 2019년 8월 29일. 2019년 11월 15일에 확인함.[깨진 링크(과거 내용 찾기)]